# Veron Načinović
Veron Načinović, född 7 mars 2000, är en kroatisk handbollsspelare som spelar för Montpellier HB och det kroatiska landslaget. Han är högerhänt och spelar som mittsexa.